# 地理 (科目)
地理（ちり）は、日本の高等学校における科目の一つ。本項では、高等学校科目としての地理及び、小学校・中学校で学習する地理について解説する。

## 「地理」で学ぶ範囲

### 小学校
小学校では地理的分野としてまとまった学習をすることはないが、社会の学習においての地理的な内容の学習は、3年生で簡単な地形図の読図（地図記号の理解と活用など地図に親しむ活動を行う）、高学年では地図の見方（経線・緯線・赤道など）・東アジアのようす・地域と気候による住まい、また、6年生では、食糧問題や貿易問題（アメリカとの貿易摩擦など）なども取り上げられる。また、主な国名も学習する。
かつては3年生で地元市町村の地理を、4年生で地元都道府県の地理を学習していた。多くの小学校では、教科書とは別に、自治体や教育委員会が制作した地域副読本を使って学習を行っていた。5年生では日本の農林水産業・工業・商業を中心とした産業について、6年生では総合的な地理の概論を学習していた。
1945年（昭和20年）、連合国軍最高司令官総司令部の指令により、国民学校における地理の授業禁止と教科書の回収が行われた時期がある。

### 中学校「地理的分野」
中学校では1年間を通じて地理を学習するが、ほとんどの学校は歴史と並行して1・2年生で履修する。現在では1年生でまとめて学習する学校が増えている。現在の学習指導要領では、日本の地域や世界の地域をすべて網羅的に学習する従来の方式は改められて、テーマ別にさまざまな国や地域を比較するというスタイルでの勉強に変わった。地誌的学習はいくつかの地域を選んで学習することになっている。また、地理的な思考力や地図の読解力などの養成に重点が置かれるようになった。やや高度な地形図の読図や、高校・大学で学ぶような環境問題や都市問題なども軽く触れられる。

### 高等学校「地理」
かつては教科「社会」の科目の一つとして「地理」が存在したが、現在は教科「地理歴史」の科目である。

#### 現行指導要領（平成30年告示）
2022年以降の入学者に適用される、平成30年告示の学習指導要領からは、地理総合が歴史総合と共に必修となり、深く掘り下げた地理探究が選択科目である。

##### 地理総合
標準単位数：2単位
目標
社会的事象の地理的な見方・考え方を働かせ、課題を追究したり解決したりする活動を通して、広い視野に立ち、グローバル化する国際社会に主体的に生きる平和で民主的な国家及び社会の有為な形成者に必要な公民としての資質・能力を次のとおり育成することを目指す。
1. 地理に関わる諸事象に関して、世界の生活文化の多様性や、防災、地域や地球的課題への取組などを理解するとともに、地図や地理情報システムなどを用いて、調査や諸資料から地理に関する様々な情報を適切かつ効果的に調べまとめる技能を身に付けるようにする。
2. 地理に関わる事象の意味や意義、特色や相互の関連を、位置や分布、場所、人間と自然環境との相互依存関係、空間的相互依存作用、地域などに着目して、概念などを活用して多面的・多角的に考察したり、地理的な課題の解決に向けて構想したりする力や、考察、構想したことを効果的に説明したり、それらを基に議論したりする力を養う。
3. 地理に関わる諸事象について、よりよい社会の実現を視野にそこで見られる課題を主体的に追究、解決しようとする態度を養うとともに、多面的・多角的な考察や深い理解を通して涵養される日本国民としての自覚、我が国の国土に対する愛情、世界の諸地域の多様な生活文化を尊重しようとすることの大切さについての自覚などを深める。

学習内容
- A　地図や地理情報システムで捉える現代社会

1. 地図や地理情報システムと現代社会

- B　国際理解と国際協力

1. 生活文化の多様性と国際理解
2. 地球的課題と国際協力

- C　持続可能な地域づくりと私たち

1. 自然環境と防災
2. 生活圏の調査と地域の展望

##### 地理探究
標準単位数：3単位
目標
社会的事象の地理的な見方・考え方を働かせ、課題を追究したり解決したりする活動を通して、広い視野に立ち、グローバル化する国際社会に主体的に生きる平和で民主的な国家及び社会の有為な形成者に必要な公民としての資質・能力を次のとおり育成することを目指す。
1. 地理に関わる諸事象に関して、世界の空間的な諸事象の規則性、傾向性や、世界の諸地域の地域的特色や課題などを理解するとともに、地図や地理情報システムなどを用いて、調査や諸資料から地理に関する様々な情報を適切かつ効果的に調べまとめる技能を身に付けるようにする。
2. 地理に関わる事象の意味や意義、特色や相互の関連を、位置や分布、場所、人間と自然環境との相互依存関係、空間的相互依存作用、地域などに着目して、系統地理的、地誌的に、概念などを活用して多面的・多角的に考察したり、地理的な課題の解決に向けて構想したりする力や、考察、構想したことを効果的に説明したり、それらを基に議論したりする力を養う。
3. 地理に関わる諸事象について、よりよい社会の実現を視野にそこで見られる課題を主体的に探究しようとする態度を養うとともに、多面的・多角的な考察や深い理解を通して涵養される日本国民としての自覚、我が国の国土に対する愛情、世界の諸地域の多様な生活文化を尊重しようとすることの大切さについての自覚などを深める。

学習内容
- A　現代世界の系統地理的考察

1. 自然環境
2. 資源、産業
3. 交通・通信、観光
4. 人口、都市・村落
5. 生活文化、民族・宗教

- B　現代世界の地誌的考察

1. 現代世界の地域区分
2. 現代世界の諸地域

- C　現代世界におけるこれからの日本の国土像

1. 持続可能な国土像の探究

#### 旧指導要領
2021年度までの入学生は、地理は選択科目となっている。世界史が必修となっており、地理は日本史との選択必修になる。地理という科目名であるが、世界史や日本史との関連についても学習内容に含まれる。

##### 地理A
2単位。地理歴史の必修科目、選択必修科目が増えたことに伴い、生徒の負担を軽減するために単位数の少ない科目が新設された。
学習内容は、大きく2つに分けられる。
1は地図の読図や方位・時差・国家間の結びつき・世界の諸地域の生活・文化やその多様性・異文化理解・地球的課題について扱う。2では地図の読図・日本国内での自然環境・防災・生活圏での探求活動などを扱う。
共通テストにおいても試験科目として出題される。

##### 地理B
4単位。
系統地理学と地誌学の両方を学習する。現在の学習指導要領では日本地理についても取り扱うことになっている。
共通テストにおいて出題される科目の一つである。

## 大学入試における地理
大学入学共通テストにおいては地理歴史の選択科目として地理A・地理Bが出題されている。多くの国公立大学においては地理歴史・公民の選択科目に指定されている。A科目が認められる学部・学科と認められない学部・学科がある。
国公立大学の個別学力試験の入試科目として出題される大学は少ない。一部の大学・学部において地理歴史科の選択科目の一つとして出題される。
私立大学では、文系学部において選択科目の一つとして出題されることが多い。ただし、共通テスト利用入試以外で地理選択で受験できる学部は少ない。また、地理選択受験が可能な大学・学部は世界史や日本史に比べて少ない。